# بریتیش ریل کلاس ۲۰۶
بریتیش ریل کلاس ۲۰۶ (انگلیسی: British Rail Class 206) یک قطار خودگرانشی دیزلی مورد استفاده شرکت راه‌آهن بریتیش ریل بود.
این قطار که در سال ۱۹۶۴ تولید می‌شده دارای ۴۵۰ کیلووات توان خروجی و ۱۲۱ کیلومتر در ساعت سرعت نهایی بوده‌است.